# Portocaliu de acridină
Portocaliu de acridină este un colorant de tip cationic, obținut din gudronul de huilă sau creozot, cu proprietatea de a deveni fluorescent în prezența ADN sau ARN, fiind din această cauză utilizat în determinare cilului de viață a celulelor.
Datorită capacității sale de a penetra citoplasma, poate interacționa cu ADN sau ARN, fie prin intercalare fie prin atracție electrostatică. Atunci cînd este legat de ADN, spectrul său este aproape similar cu cel al fluoresceinei, cu un maxim de excitație la 502 nm și cu un maxim de emisie la 525 nm (verde). Atunci cînd este legat de ARN, maximul de excitație este la 460 nm (albastru) iar maximul de emisie la 650 nm (roșu). Datorita acestor proprietăți este utilizat în microscopia fluorescentă.
Prin conjugare cu bromura de etidiu, se folosește pentru diferențierea între celulele vii de cele apoptotice.